# Nicolás Spolli
Nicolás Spolli (* 20. Februar 1983 in Coronel Bogado, Rosario) ist ein argentinischer ehemaliger Fußballspieler.

## Karriere

### Bei Newell’s Old Boys
Spollis Profikarriere begann bei Newell’s Old Boys im Jahr 2005, sein Debüt gab er am 12. Februar 2005 bei einem 0:0 gegen Vélez Sársfield. Schnell etablierte er sich in der Innenverteidigung und avancierte alsbald zum Stammspieler. Bei den Copa Libertadores im Jahr 2006 bestritt er sieben Spiele und erzielte ein Tor.

### In Italien
Am 25. Juli 2009 wechselte Spolli nach Italien zu Calcio Catania und war auf Anhieb Stammspieler, in seiner ersten Saison bestritt er 26 Partien und erreichte mit seiner Mannschaft den 13. Platz. Auch in den folgenden zwei Spielzeiten war Spolli in der Abwehr gesetzt und erreichte mit seiner Mannschaft jeweils einen gesicherten Platz im Mittelfeld der Tabelle.
2015 lieh ihn schließlich der AS Rom aus, weil diese noch Bedarf in der Innenverteidigung hatten. Der Leihvertrag beinhaltete zudem eine Kaufoption, allerdings kam Spolli bei den Hauptstädtern nicht zum Zug, lediglich am letzten Spieltag der Saison 2014/15 wurde er bei einer Begegnung gegen US Palermo eingesetzt, das Spiel ging mit 1:2 verloren.
Danach wechselte er zu FC Carpi, bestritt hier fünf Spiele, anschließend wurde der Vertrag zwischen ihm und dem Verein in beidseitigem Einvernehmen aufgelöst. Am 21. Januar 2016 unterschrieb er bei Chievo Verona, wo er regelmäßig zum Einsatz kam. Im Sommer 2017 wechselte Spolli zum CFC Genua.